# Drosanthemum crassum
Drosanthemum crassum är en isörtsväxtart som beskrevs av L. Bol. Drosanthemum crassum ingår i släktet Drosanthemum och familjen isörtsväxter. Inga underarter finns listade i Catalogue of Life.